# Joseph Kam
Joseph Kam (settembre 1769 – 18 luglio 1833) è stato un missionario olandese.
Suo padre, Joost Kam, era mercante di pelli a 's-Hertogenbosch, Paesi Bassi. La famiglia era membro della Chiesa riformata, influenzata dallo spirito del pietismo della comunità di Herrnhut ed aveva rapporti con gruppi di Herrnhut a Zeist (i fratelli e le sorelle di Herrnhut vi si erano stabiliti dal 1746). Kam aiutava il padre nel commercio delle pelli ma era desideroso di predicare il Vangelo alle nazioni che non conoscevano ancora il Cristianesimo. Nel 1802, quando decedettero entrambi i suoi genitori, Kam lasciò il commercio di pelli e lavorò alla Corte nazionale. Si sposò nel  1804, ma sua moglie morì due mesi dopo aver partorito.
Kam allora si unì alla Nederlandse Zendeling-Genootschap (NZG, Società missionaria dei Paesi Bassi, fondata a Rotterdam nel 1797) e si trasferì a Rotterdam al fine di ricevervi la preparazione di candidato Zendeling (missionario in neerlandese). A Rotterdam egli ricevette la formazione di candidato Zendeling, insieme a Gottlob Bruckner e Johann Ch. Supper che venivano dalla Germania. Nel 1811, la sua formazione preparatoria terminò ma egli non poté ancora essere inviato sul campo di missione a causa della guerra fra Inghilterra e Francia.
La NZG allora cercò di spedire Kam sul campo di missione favorendone l'immigrazione in Gran Bretagna. Nell'ottobre del 1812, Kam ed i suoi colleghi arrivarono  a Londra ed incontrarono gli amministratori della London Missionary Society. Essi furono inviati a Gosport (costa sud dell'Inghilterra) per perfezionare la loro formazione, mentre prestavano servizio alle chiese in loco. Nel 1813, egli ricevette l'ordinazione di pastore a Londra.
Nel 1814, egli arrivò a Batavia (antico nome di Jakarta) con i suoi due colleghi, Bruckner e Supper. All'epoca, Kam ed i suoi colleghi furono inquadrati come impiegati della Indische Kerk (la Chiesa protestante in Indonesia, fondata ad Ambon nel 1605) siccome la Indische Kerk dava la priorità al mantenimento delle congregazioni  già esistenti. Pertanto, Supper rimase a Batavia a servire la congregazione locale, Bruckner fu collocato a Semarang, e Kam ad Ambon (la capitale delle Isole Molucche).
A metà del 1814, Kam viaggiò alla volta di Ambon ma finì per fermarsi a Surabaya (capitale della provincia di Giava Est, la seconda città più grande dell'Indonesia), non essendovi navi che facessero vela per Ambon. Durante il suo soggiorno a Surabaya, lavorò nella locale congregazione della Indische Kerk. A marzo 1815, egli arrivò ad Ambon, ed iniziò immediatamente a lavorare con le congregazioni delle Molucche, da lungo tempo abbandonate dagli Olandesi. Nelle Molucche, Kam svolse tutti i doveri di un pastore, come predicare, far visita alle congregazioni, fare da arbitro in dispute e litigi, servire i sacramenti. Egli fu anche attivo nell'incentivare letture cristiane, come la Bibbia, i Salmi, il Catechismo, e sermoni per congregazioni senza pastori o insegnanti. Poco dopo il suo arrivo ad Ambon, Kam sposò una donna di origini indo-olandesi, Sara Maria Timmerman, che rimase al suo fianco fino alla fine dei suoi giorni.
Kam è considerato dalla Chiesa protestante delle Molucche come uno dei protagonisti che ha maggiormente plasmato la sua storia.
Recandosi nelle Molucche sudorientali, Kam si ammalò gravemente e fu costretto a ritornare ad Ambon. Dopo 20 anni di servizio nelle Molucche, egli morì il 18 luglio 1833 e fu sepolto ad Ambon.

### Fonti
- I. H. Enklaar. 1980. Joseph Kam: Rasul Maluku. Jakarta: BPK Gunung Mulia.
- F.D. Wellem. cet. ke-2 2000. Riwayat Hidup Singkat Tokoh-tokoh dalam Sejarah Gereja. Jakarta: BPK Gunung Mulia. hlm. 155-7.
- Th. van den End. cet. ke-4 1988. Ragi Carita 1: Sejarah Gereja di Indonesia 1500-1860. Jakarta: BPK Gunung Mulia. hlm. 162-4.
- Jan S. Aritonang & Karel Steenbrink (eds.). 2008.A History of Christianity in Indonesia. Leiden: Koninklijke Brill NV. hlm. 386-9.

| Controllo di autorità | VIAF (EN) 287601908 · ISNI (EN) 0000 0003 9331 3868 |